# 三岔乡 (沂源县)
三岔乡是中国山东省淄博市沂源县下辖的一个乡。

## 行政区划
三岔乡下辖三岔店村、南水沟村、丝窝村、郑家庄村、双石屋村、平地村、璞邱一村、璞邱二村、璞邱三村、璞邱四村、璞邱五村、北流水村、南流水村、东流水村、车场村、下文坦村、中文坦村、上文坦村、东溜村、文泉村、胜家庄村、鄢家峪村、毛台村、陈家庄子村、田峪村、董家峪村、前坡村、北鲍庄村、南鲍庄村、西鲍庄村、流水店村、东鲍庄村、龙汪崖村、衣家庄村、芝麻峪村、水泉溜村、黑山峪村。